# Neoserica miniatula
Neoserica miniatula är en skalbaggsart som beskrevs av Moser 1915. Neoserica miniatula ingår i släktet Neoserica och familjen Melolonthidae. Inga underarter finns listade i Catalogue of Life.